# Chelymorpha cassidea
Chelymorpha cassidea, bọ rùa Argus, là một loài bọ cánh cứng lá trong họ Chrysomelidae. Loài này được tìm thấy ở vùng biển Caribbean và Bắc M.

## Mô tả
Loài bọ cánh cứng này dài 9 đến 12 mm (0,35 đến 0,47 in) và có màu vàng đến đỏ tươi với các đốm đen. Đây là một trong những loài bọ cánh cứng lớn nhất có nguồn gốc từ Bắc Mỹ. Cái tên bọ cánh cứng Argus xuất phát từ người khổng lồ thần thoại Hy Lạp Argus Panoptes, đôi khi được miêu tả với 100 con mắt, bởi vì con bọ cánh cứng có thể vươn ra khỏi cái đầu đỏ của nó vượt ra ngoài mảnh lưng trước, như thể nó là một màu đỏ duy nhất mắt. Loài này giống như một con rùa nhỏ và tương tự như bọ rùa.

## Ấu trùng
Loài bọ cánh cứng này đẻ trứng trên lá, trong cụm từ 15 đến 30. Trứng nở trong vòng 10 ngày. Ấu trùng của nó có màu vàng lục hoặc vàng cam. Ấu trùng ăn lá cho đến khi chúng trưởng thành hoàn toàn, sau đó chúng rơi xuống đất để hóa nhộng, đan xen như nhộng trước khi nổi lên khi trưởng thành vào giữa mùa hè. Phải mất gần ba tuần để hóa nhộng.

## Môi trường sống
Bọ cánh cứng có thể được tìm thấy trên khắp Bắc Mỹ trong các đồng cỏ và lề đường. Nó cũng có thể được tìm thấy ở vùng biển Caribbean. Nó ăn lá của cây, bao gồm bông sữa, quả mâm xôi, ngô và khoai lang. Nó có thể làm rụng lá toàn bộ cây
Loài bọ cánh cứng này có thể được tìm thấy trên khắp Bắc Mỹ trong các đồng cỏ và lề đường. Nó cũng có thể được tìm thấy ở vùng biển Caribbean. Nó ăn lá của cây, bao gồm bông sữa, quả mâm xôi, ngô và khoai lang. Nó có thể làm rụng lá toàn bộ cây
. Một loại cây mà nó ăn là Convolvulaceae, có lá được bảo vệ bởi alkaloid. Một số alcaloid có thể gây độc thần kinh và có thể gây tử vong cho người và động vật. Có thể là con bọ lưu trữ các alcaloid trong cơ thể để bảo vệ bản thân khỏi những kẻ săn mồi.
Động vật ăn thịt ăn loài bọ cánh cứng này bao gồm Hymenopteran ăn trứng Emersonella niveipes, ăn ấu trùng Tachinidae Masicera exilis, và loài săn mồi Pentatomidae Apateticus bracteatus.